# Бет Ортон
Елизабет Керолајн Ортон (енгл. Elizabeth Caroline Orton; Норич, 14. децембар 1970) енглеска је музичарка, певачица, ауторка песама и глумица. За компоновање и извођење музике најчешће користи акустичну гитару. Жанровски се најчешће сврстава у фолкотронику и фолк рок.

## Каријера
Бет Ортон је на музичку сцену ступила 1993. године албумом Superpinkymandy. То издање је плод сарадње са Вилијамом Орбитом, а објављено је само на јапанском тржишту и то у ограниченом броју примерака. Албум је прошао релативно неприметно, а она је у наредним годинама већином била запажена као гостујући вокал на издањима Вилијама Орбита и група The Chemical Brothers и Red Snapper.
Године 1996. огласила се својим другим дугосвирајућим издањем Trailer Park. Иако је стигао тек до 68. места британске листе, овај албум је био добро примљен међу музичким критичарима. Доказ тог позитивног одјека је и номинација Ортонове за награду Брит у категорији за најбољег британског новог извођача, као и улазак албума у најужи избор за награду Меркјури.
Ортонова је у марту 1999. избацила трећи албум Central Reservations, који је доспео до 17. места британске листе. Он јој је исте године донео још једну номинацију за награду Меркјури. У марту 2000. уручена јој је награда Брит за најбољег британског женског извођача. Песма Stolen Car са албума Central Reservations је до данас остала најуспешнији сингл ове музичарке на британској листи (достигла је место бр. 34).
Средином јула 2002. у продаји се појавио четврти и за сада најуспешнији албум Бет Ортон — Daybreaker. Успео је да стигне чак до осмог места британске листе албума, а добро је прошао и у Аустралији, Сједињеним Америчким Државама и на Новом Зеланду. Са овог издања издвојена су три сингла: Concrete Sky, Anywhere и Thinking About Tomorrow. Бет је на овом албуму имала помоћ својих старих познаника Вилијама Орбита, Бен Вота и The Chemical Brothers, али и неких нових сарадника попут Рајана Адамса, Емилу Харис и Џонија Мара. Наредне године поново је зарадила Брит номинацију у категорији за најбољу британску солисткињу.
У фебруару 2006. изашао је албум под називом Comfort of Strangers, а са њега су остали упамћени синглови Conceived и Shopping Trolley. Овога пута најзвучнији сарадници били су М. Ворд и Џим О’Рорк.
Од 2006. године до данас објавила је још три студијска албума — Sugaring Season (2012), Kidsticks (2016) и Weather Alive (2022).
Њена музика коришћена је у филму Небо боје ваниле, као и у ТВ серијама Фелисити, Чари, Досонов свет, Розвел, Увод у анатомију, Манифест...

## Дискографија
| - (1993) - (1996) - (1999) - (2002) - (2006) - (2012) - (2016) - (2022) | - (1997) - (2002) - (2003) - (2003) |

## Филмографија
| Улоге  |              |               |       |          |
| Година | Српски назив | Изворни назив | Улога | Напомена |
| 2001.  | —            |               | Рокет |          |
| 2015.  | —            |               | Мојра |          |

## Награде и номинације
- Награде Брит

| Година | Категорија               | Номиновано дело | Исход      |
| ------ | ------------------------ | --------------- | ---------- |
| 1998.  | Британски нови извођач   | —               | Номинација |
| 2000.  | Британски женски извођач | —               | Освојено   |
| 2003.  | Британски женски извођач | —               | Номинација |

- Награда Меркјури

| Година | Категорија   | Номиновано дело | Исход      |
| ------ | ------------ | --------------- | ---------- |
| 1997.  | Албум године |                 | Номинација |
| 1999.  | Албум године |                 | Номинација |

- Награде Кју

| Година | Категорија    | Номиновано дело | Исход      |
| ------ | ------------- | --------------- | ---------- |
| 2002.  | Најбољи албум |                 | Номинација |